# Tessinerbrot

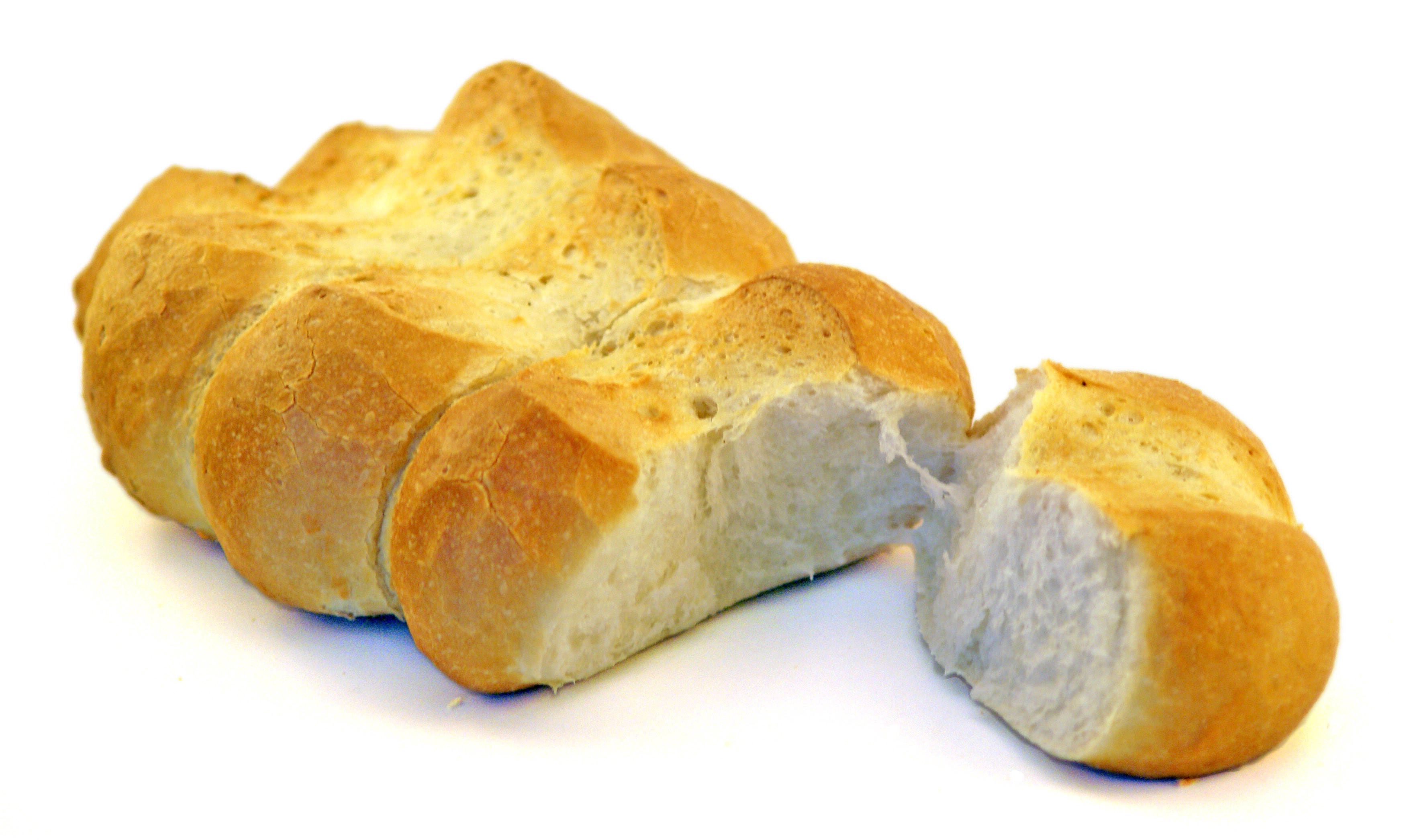
Tessinerbrot

Tessinerbrot (italienisch pane ticinese) ist ein Weissbrot aus dem Schweizer Kanton Tessin. In Österreich wird es Zeile, Zeilensemmel oder Wiener Reihensemmel genannt.
Das Brot ist seit dem 20. Jahrhundert verbreitet und besteht aus leicht abbrechbaren Stücken.
Der Teig besteht aus Halbweissmehl, Wasser, Hefe und Salz. Es gibt auch Varianten die mit anderen Mehlsorten (Weissmehl) und/oder mit zusätzlichem Öl (meist Sonnenblumenöl) zubereitet werden.
Der Teig wird während der Zubereitung zerschnitten, und jeweils vier bis sechs gleich grosse Stücke werden so zusammengelegt, dass sich durch die Hefegärung diese Stücke berühren und so wieder einen Brotlaib bilden. Die Oberfläche dieses Laibes wird mit einem Messer längs eingeschnitten und kann zusätzlich vor dem Backen mit Ei bestrichen werden.